# Für die Zukunft

Das erste Parteilogo nach dem Namenswechsel

Für die Zukunft (ukrainisch За майбутнє Za maybutne, ZM) ist eine politische Partei in der Ukraine, die vom Oligarchen Ihor Kolomojskyj unterstützt wird. Die Partei war ursprünglich Juli 2008 als Ukraine der Zukunft registriert (ukrainisch Україна Майбутнього Ukraina Maybutnoho). Während der Kommunalwahlen 2010 stand die Partei nur im Oblast Dnipropetrowsk zur Wahl. Seit der Parlamentswahl in der Ukraine 2012 nimmt die Partei auch national an Wahlen teil.

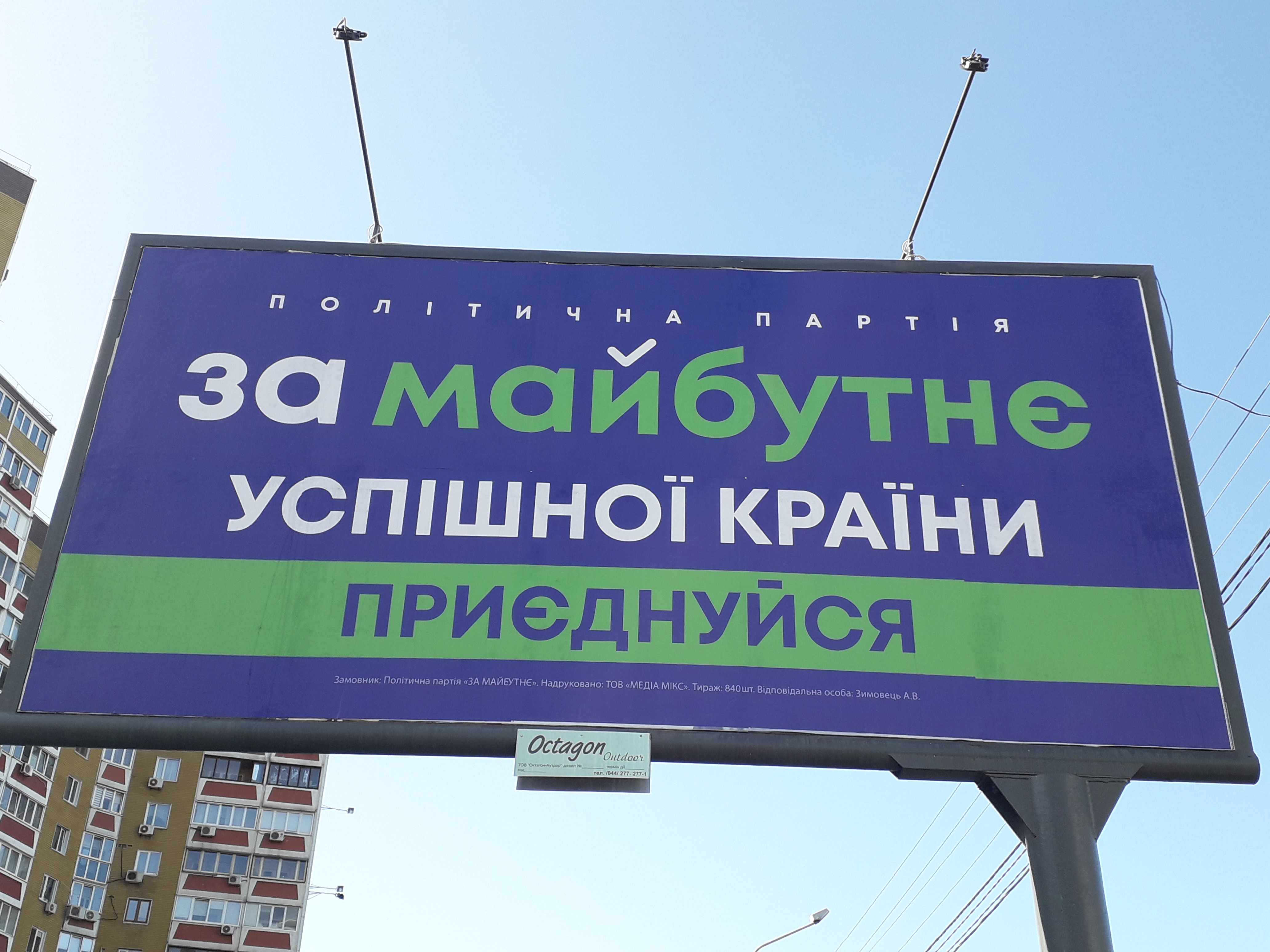
Wahlplakat im Jahr 2020

Im Oktober 2019 wurde die Partei schließlich in "Für die Zukunft" umbenannt. Eine parlamentarische Fraktion wurde in Folge der Parlamentswahl in der Ukraine 2019 mit den Namen am 29. August 2019 von 23 ursprünglichen Mitgliedern gegründet.

## Vergangenheit

### Ukraine der Zukunft
Die Partei wurde im Dezember 2007 geschaffen. 2012 wurde die Partei Mitglied der Liberale Internationale, in den mittleren bis späten 2010er-Jahren wurde ihre Mitgliedschaft gestrichen.
Während der Kommunalwahlen 2010 gewann die Partei vier Repräsentanten im Regionalparlament des Oblast Dnipropetrowsk und weitere vier Sitze im Stadtrat von Dnipropetrowsk. In der gleichzeitig stattfindende Bürgermeisterwahl in der Stadt Dnipro wurde der Parteikandidat, Swjatoslaw Olijnyk, Zweitplatzierter mit 16,1 % der Stimmen.
In der Parlamentswahl 2012 belegte die Partei den 15. Platz von 21 teilnehmenden Parteien mit 0,18 % der Stimmen. Dadurch, dass eine 5%-Klausel bei der Wahl galt und sie ebenfalls kein Direktmandat gewonnen haben, gewann die Partei kein Sitz im Parlament. Die Partei nahm an der Parlamentswahl 2014 teil und gewann erneut keine Sitze. Die Partei nahm an den Kommunalwahlen 2015 und der Parlamentswahl 2019 nicht teil.

### Für die Zukunft
Eine parlamentarische Fraktion wurde in Folge der Parlamentswahl in der Ukraine 2019 mit den Namen am 29. August 2019 von 23 ursprünglichen Mitgliedern gegründet. Im Mai 2020 kündeten die Abgeordneten dieser Fraktion die Gründung einer Partei mit demselben Namen an. Diese "neue" Partei ist rechtlich gesehen eine Fortsetzung der Partei Ukraine der Zukunft, die im Oktober 2019 umbenannt wurde. Im Mai 2020 wurde der Abgeordnete Ihor Palyzja als Parteivorsitzender gewählt. Laut Palyzja ist die Partei de facto eine Fortsetzung der UKROP, folgend aus ihrer Transformation. Die Partei kündete im Sommer 2020 an, dass sie beabsichtigen an der Kommunalwahl 2020 teilzunehmen. Am 30. Juli 2020 trat der Bürgermeister von Tscherkassy, Anatolij Bondarenko, in die Partei ein.
Laut einer Analyse eines ukrainischen NGO im September 2020 unterstützt Ihor Kolomojskyjs 1+1-Media-Gruppe aktiv die Partei.
In der Kommunalwahl 2020 schaffte Für die Zukunft mehrere Bürgermeisterwahlen und 3773 Sitze und somit 11,42 % der verfügbaren Sitze in Regionalparlamenten zu gewinnen. Verglichen mit der hohe Summe an Geld, das investiert wurde, ist das Ergebnis niederschmetternd. Der Bürgermeister von Tscherkassy, Bondarenko, wurde wiedergewählt.
Am 8. Oktober 2021 starb der Abgeordnete Anton Poljakow.

## Wahlergebnisse

### Parlamentswahlen

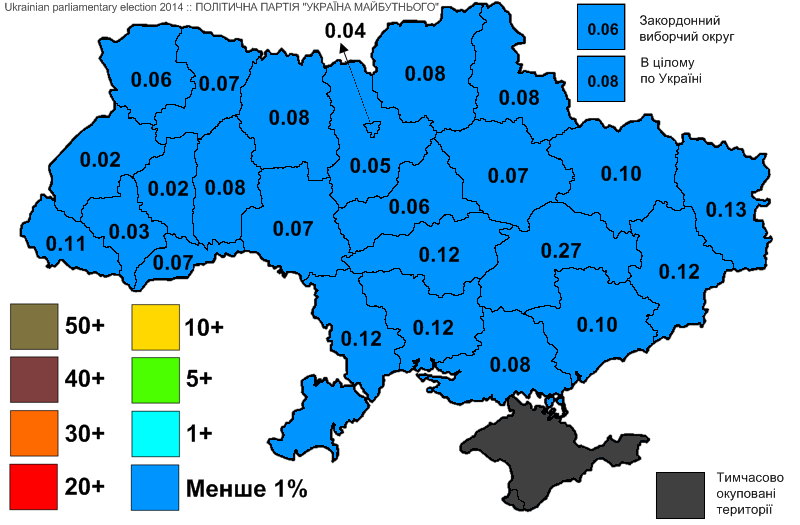
Wahlergebnisse

| Wahl | Vorsitzender       | Ergebnisse      | Ergebnisse      | Ergebnisse      | Ergebnisse      | Ergebnisse      | Platz           |
| Wahl | Vorsitzender       | Stimmen         | %               | ± (in %)        | Sitze           | ±               | Platz           |
| ---- | ------------------ | --------------- | --------------- | --------------- | --------------- | --------------- | --------------- |
| 2012 | Swjatoslaw Olijnyk | 38.544          | 0,19 %          | neu             | 0/450           | neu             | 15.             |
| 2014 | Swjatoslaw Olijnyk | 14.168          | 0,08 %          | ▼ 0,11 %        | 0/450           | ▬ 0             | ▼ 23.           |
| 2019 | Swjatoslaw Olijnyk | nahm nicht teil | nahm nicht teil | nahm nicht teil | nahm nicht teil | nahm nicht teil | nahm nicht teil |

| Wahl | Vorsitzender | Ergebnisse                                                | Ergebnisse                                                | Ergebnisse                                                | Ergebnisse | Ergebnisse | Platz | Regierung                   |
| Wahl | Vorsitzender | Stimmen                                                   | %                                                         | ± (in %)                                                  | Sitze      | ±          | Platz | Regierung                   |
| ---- | ------------ | --------------------------------------------------------- | --------------------------------------------------------- | --------------------------------------------------------- | ---------- | ---------- | ----- | --------------------------- |
| 2019 | Ihor Palyzja | Formierten sich erst in der ersten Sitzung des Parlaments | Formierten sich erst in der ersten Sitzung des Parlaments | Formierten sich erst in der ersten Sitzung des Parlaments | 23/450     | neu        | ▲ 5.  | Unterstützung der Regierung |